# 33195 Davenyadav
33195 Davenyadav este o planetă minoră (asteroid), cu un diametru de 5,045 km, din centura de asteroizi. A fost descoperită pe 20 martie 1998 la Experimental Test Site⁠(d) de Lincoln Near-Earth Asteroid Research. 
Obiectul prezintă o orbită caracterizată de o semiaxă mare de 2,5361908 UAi, o excentricitate de 0,08, o înclinație de 3,30086 ° în raport cu ecliptica.